# Sacrement de pénitence et de réconciliation
 (avril 2018).

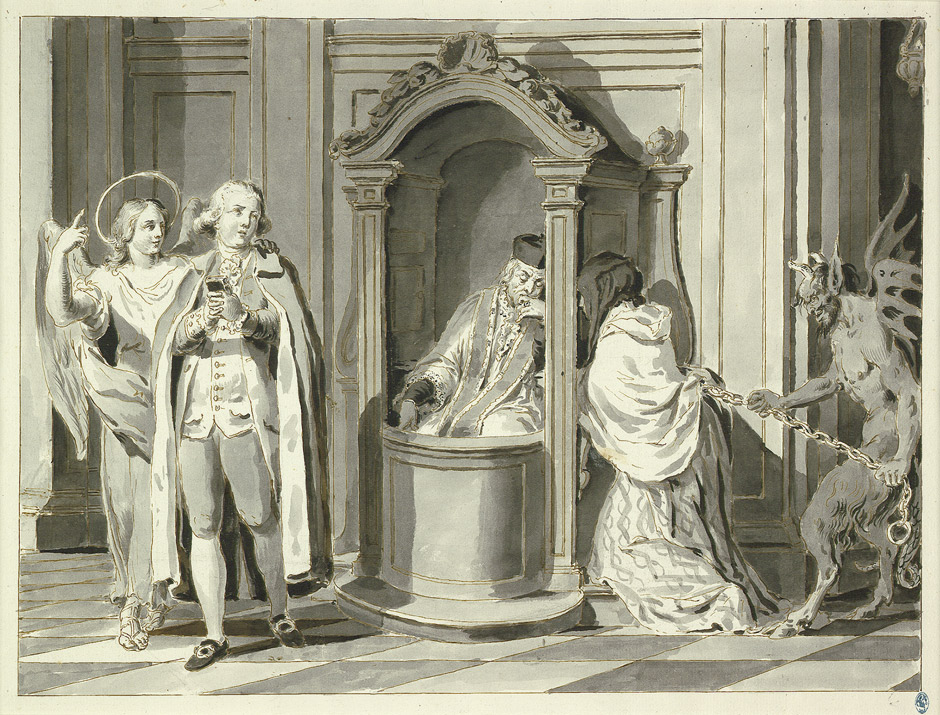
Le Sacrement de pénitence, Pietro Antonio Novelli, 1779.

Le sacrement de pénitence et de réconciliation, appelé aussi confession, est, dans l'Église catholique et dans les Églises orthodoxes (dans l'Église anglicane ce ne peut être qu'un rite), l'un des sept sacrements. Il a pour objectif que Dieu puisse pardonner les péchés au pénitent.

## Catholicisme
C'est Dieu seul qui pardonne les péchés (Mc 2, 7). Parce que Jésus est le Fils de Dieu, Il dit de Lui-même : Le Fils de l'Homme a le pouvoir de remettre les péchés sur la terre (Mc 2, 10). Le Christ a confié l'exercice du pouvoir d'absolution au ministère apostolique, qui est chargé du « ministère de la réconciliation » (2Co 5, 18).
Le sacrement permet aussi au fidèle de se réconcilier avec Dieu et avec l'Église.
Dans le catholicisme, les actes du sacrement comprennent les phases suivantes :
1. L'examen de conscience préalable par lequel on recherche ses péchés ;
2. La contrition, ou repentir ; qui implique de regretter ses fautes et de prendre la résolution de ne plus les commettre[3].
3. La confession des péchés à un prêtre[4].
4. Vient alors l'absolution des péchés du pénitent par le prêtre agissant en la personne du Christ qui dit les paroles sacramentelles suivantes : Que Dieu notre Père vous montre sa miséricorde ; par la mort et la résurrection de son Fils, il a réconcilié le monde avec lui et il a envoyé l'Esprit Saint pour la rémission des péchés ; par le ministère de l’Église, qu'il vous donne le pardon et la paix. Et moi, au nom du Père et du Fils et du Saint Esprit, je vous pardonne vos péchés"[5].
5. La satisfaction ou pénitence imposée par le prêtre et visant à remédier à tous les désordres que le péché a causés[6].
6. L'acte de contrition du pénitent disant : « Mon Dieu, j'ai un très grand regret de vous avoir offensé, car vous êtes infiniment bon, infiniment aimable et que le péché vous déplaît. Je prends la ferme résolution, avec le secours de votre sainte grâce, de ne plus vous offenser et de faire pénitence. »

L'incidente sur le recours à la grâce dans cette dernière partie prend acte de la difficulté à se défaire de ses mauvaises habitudes.
Le sacrement de pénitence et de réconciliation est surtout nécessaire pour les cas de péchés mortels, comme le rappelle l'exhortation apostolique postsynodale Reconciliatio et Paenitentia de Jean-Paul II (1984). Les cas de péchés véniels peuvent bénéficier de la grâce sanctifiante de l'eucharistie.
L'absolution n'est normalement accordée que si le pénitent assure une réparation de ses torts envers ses victimes, par exemple une restitution après un vol ou des excuses après une vexation volontaire. Lorsque ce n'est pas possible, une peine lui faisant prendre conscience de la gravité de ses actes lui est demandée. Ainsi Philippe Néri demanda à une médisante de répandre des plumes dans toute sa ville puis, quelques jours plus tard, de les rattraper : tâche aussi peu faisable que d'arrêter la circulation des rumeurs qu'elle avait lancées,.

## Appellations
Ce sacrement porte plusieurs noms :
- Sacrement de conversion, car il réalise sacramentellement l'appel de Jésus à la conversion (Mc 1, 15), la démarche de revenir au Père dont on s'est éloigné par le péché (Lc 15, 11-32, parabole du fils prodigue) ;
- Sacrement de pénitence, parce qu'il consacre une démarche personnelle et ecclésiale de conversion et de repentir,
- Sacrement de la confession, parce que l'aveu, la confession des péchés devant le prêtre est un élément essentiel de ce sacrement ;
- Sacrement du pardon, parce que par l'absolution du prêtre, le pénitent s'ouvre au pardon et à la paix de Dieu.
- Sacrement de la réconciliation, car il donne au pécheur l'amour de Dieu qui réconcilie : « Laissez-vous réconcilier avec Dieu » (2Co 5, 20) et la réponse à un appel du Seigneur : « Va d'abord te réconcilier avec ton frère » (Mt 5, 24).

### Époque ultérieure

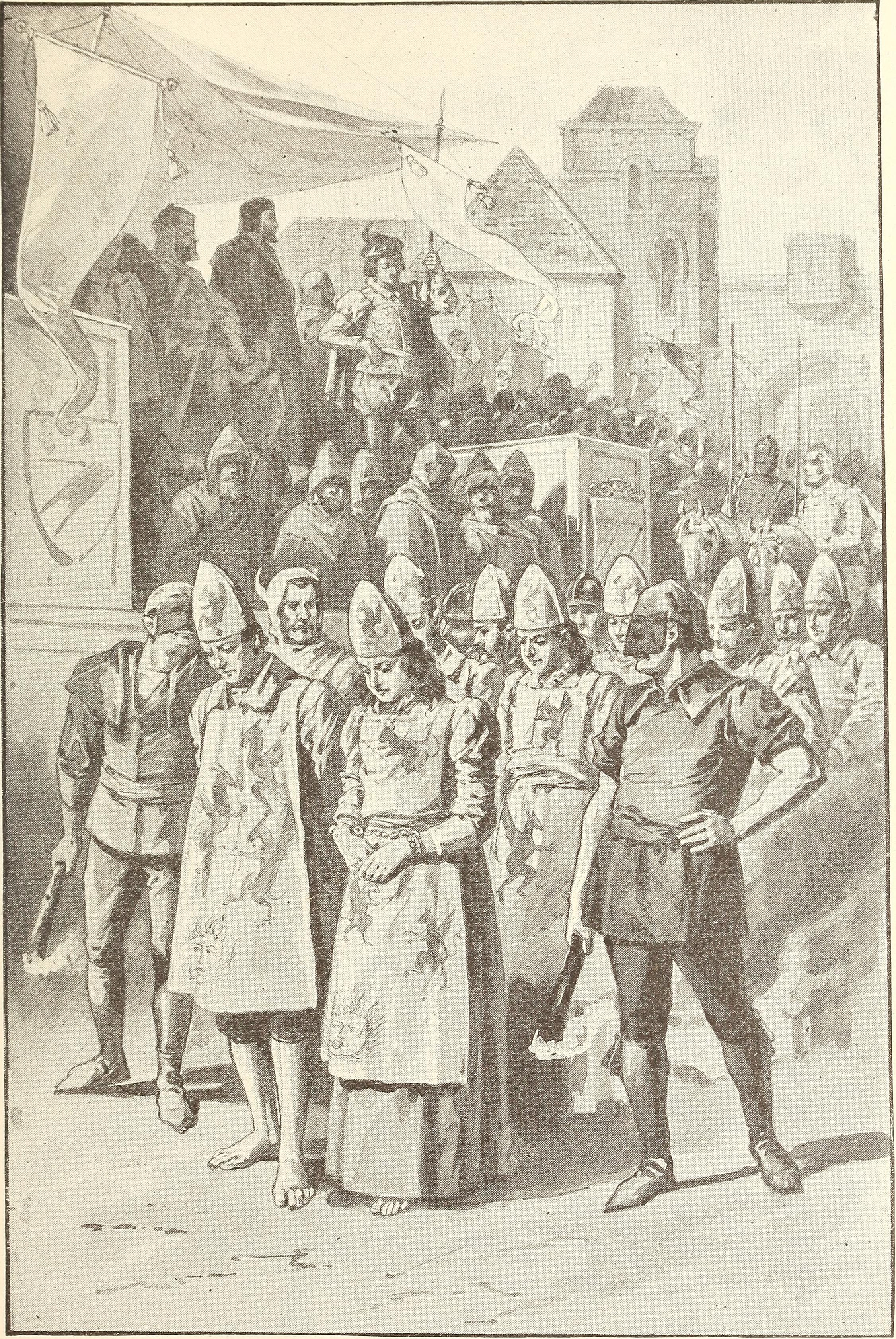
Hérétiques chrétiens (luthériens), gravure de 1895